# Швейцарский нейтралитет
Один из основных принципов внешней политики Швейцарии заключается в том, что Швейцария не должна участвовать в вооружённых конфликтах между другими государствами. Эта политика является добровольной и направлена на обеспечение внешней безопасности и содействие миру.
Швейцария проводит самую давнюю в мире политику военного нейтралитета; она не участвовала в иностранных войнах с тех пор, как её нейтралитет был закреплён Парижским договором в 1815 году. Однако в 1847 году в стране произошла гражданская война.
Хотя европейские державы (Австрия, Франция, Великобритания, Португалия, Пруссия, Россия, Испания и Швеция) на Венском конгрессе в мае 1815 года договорились о том, что Швейцария должна оставаться нейтральной, окончательная ратификация была отложена до тех пор, пока Наполеон Бонапарт не потерпел поражение, чтобы некоторые войска коалиции могли вторгнуться во Францию через территорию Швейцарии.
Страна имеет историю вооружённого нейтралитета, восходящую к Реформации; она не участвовала в международных войнах с 1815 года, за исключением войны Зондербунда (гражданской войны в Швейцарии), присоединилась к Лиге Наций в 1920 году и не входила в Организацию Объединённых Наций до 2002 года. Она проводит активную внешнюю политику и часто участвует в процессах укрепления мира.
28 февраля 2022 года Швейцария ввела экономические санкции против России и заморозила значительную часть активов российских граждан и компаний. Некоторые назвали это «резким отклонением от традиционного нейтралитета страны».  По словам президента Швейцарии Иньяцио Кассиса, выступившего в 2022 году на Всемирном экономическом форуме, законы о нейтралитете Швейцарии основаны на принципах Гаагского соглашения, которые включают «неучастие в войнах; международное сотрудничество, но не членство в каких-либо военных союзах; отказ от предоставления войск или оружия воюющим сторонам и отказ от предоставления переходных прав». 

## Мировые войны

### Первая мировая война
Во время Первой мировой войны Швейцария придерживалась политики нейтралитета, несмотря на то, что имела сухопутные границы с двумя центральными державами (Германией и Австро-Венгрией) и двумя союзными державами (Францией и Италией). Немецкоязычное большинство в Швейцарии в целом поддерживало Центральные державы, в то время как франкоязычное и италоязычное население поддерживало Антанту. Это вызвало внутреннюю напряжённость, однако страна смогла сохранить нейтралитет.
В 1917 году нейтралитет Швейцарии был поставлен под сомнение делом Гримма-Хофмана. Роберт Гримм, швейцарский политик социалист, посетил Россию, пытаясь договориться о сепаратном мирном соглашении между Россией и Германией, чтобы положить конец войне на Восточном фронте в интересах социализма. Гримма поддержал Артур Хофман, член Федерального совета Швейцарии, который возглавлял политический департамент и министерство иностранных дел. Однако Хофман не посоветовался со своими коллегами-советниками по поводу этой инициативы, и когда телеграмма, отправленная Гриммом Хофману, была обнародована, союзные державы были возмущены.

### Межвоенный период
Лига Наций официально признала нейтралитет Швейцарии 13 февраля 1920 года. В качестве благодарности мировая организация даже выбрала Женеву в качестве своей штаб-квартиры. Она также освободила Швейцарию от военных обязательств. Однако страна была вынуждена принять так называемый "дифференциальный нейтралитет", который требовал от Швейцарии участия в экономических санкциях при сохранении своего военного нейтралитета, политика, изначально приветствовавшаяся для установления солидарности Швейцарии с международными усилиями по продвижению мирного мирового порядка. Однако к марту 1938 года швейцарское правительство все больше выступало против такого рода нейтралитета и вернулось к абсолютному нейтралитету. Этот сдвиг был вызван не только тем, что швейцарцы осознали ценность своей традиционной политики, но и ухудшением экономических и политических отношений в Европе в период, предшествовавший Второй мировой войне.

### Вторая мировая война
На протяжении большей части Второй мировой войны Швейцария была полностью окружена странами Оси и территориями, контролируемыми Осью. Нацистская Германия планировала вторжение в Швейцарию, и Швейцария готовилась к такому развитию событий. В какой-то момент Швейцария мобилизовала 850 000 солдат. Под руководством Анри Гизана Швейцария разработала план Национального редута на случай вторжения. Хотя в воздухе происходили стычки, в результате которых Люфтваффе понесло большие потери, до полномасштабной войны дело так и не дошло.

Хотя многие критиковали Швейцарию за её неоднозначную позицию во время Второй мировой войны, её нейтралитет неоднократно высоко оценивался как европейскими, так и неевропейскими лидерами.
Из всех нейтральных стран Швейцария имеет наибольшее право на особое отношение... Что с того, что она смогла предоставить нам желаемые коммерческие преимущества или предоставила слишком много преимуществ немцам... Она была демократическим государством, выступавшим за свободу в целях самообороны... и в значительной степени на нашей стороне.
С 1943 года Швейцария запретила американским и британским самолётам, в основном бомбардировщикам, пролетать над Швейцарией во время Второй мировой войны. Во время войны самолёты союзников неоднократно вторгались в швейцарское воздушное пространство. В основном это были повреждённые бомбардировщики союзников, возвращавшиеся с рейдов над Италией и Германией, экипажи которых предпочли интернирование швейцарцами, а не пленение. Более сотни экипажей самолётов союзников были интернированы и размещены на горнолыжных курортах, которые опустели из-за отсутствия туристов после начала войны. Они должны были оставаться там до конца войны. По меньшей мере 940 американских лётчиков попытались бежать во Францию после высадки в Нормандии, но швейцарские власти задержали 183 интернированных. Более 160 из этих лётчиков были заключены в швейцарский лагерь для военнопленных, известный как Ваувилермос, который располагался недалеко от Люцерна и которым командовал Андре Беген, швейцарский офицер, поддерживавший нацистов. Американские интернированные оставались в Ваувилермусе до ноября 1944 года, когда Государственный департамент США выразил протест швейцарскому правительству и в конечном итоге добился их освобождения.
Швейцария была окружена территориями, контролируемыми странами Оси; это означало, что во время войны они также подвергались бомбардировкам союзников. Например, 1 апреля 1944 года американские самолёты случайно разбомбили Шаффхаузен; город был принят за Людвигсхафен-на-Рейне, немецкий город, расположенный в 284 километрах от него.
Эти бомбардировки стали испытанием для нейтралитета Швейцарии, поскольку показали снисходительное отношение швейцарцев к нарушениям воздушного пространства союзниками. Бомбардировки продолжались, и в конце концов Швейцария объявила о политике абсолютной нетерпимости к нарушениям со стороны самолётов стран Оси или союзников и разрешила атаковать американские самолёты.
Швейцарцы, хотя и несколько скептически, отреагировали на эти нарушения их нейтралитета, расценив их как «несчастные случаи». Соединённые Штаты были предупреждены, что отдельные самолёты будут сбиты, а их экипажам будет позволено искать убежища, в то время как бомбардировщики, нарушающие воздушное пространство, будут перехвачены. В то время как американские политики и дипломаты пытались минимизировать политический ущерб, нанесённый этими инцидентами, другие придерживались более враждебной точки зрения. Некоторые высокопоставленные командиры утверждали, что, поскольку в Швейцарии «полно сочувствующих Германии», она заслуживает бомбардировки. Генерал Генри Арнольд, командующий ВВС США, даже предположил, что это сами немцы летали на захваченных самолётах союзников над Швейцарией в попытке одержать пропагандистскую победу.

## 1945–настоящее время
После Второй мировой войны Швейцария начала играть более активную роль в гуманитарной деятельности.
Она вступила в Организацию Объединенных Наций после референдума в марте 2002 года. Через 10 лет после вступления Швейцарии в ООН в ходе голосования в Генеральной Ассамблее ООН Швейцария занимала среднюю позицию, время от времени поддерживая такие государства-члены, как Соединенные Штаты и Израиль, но в других случаях — такие страны, как Китай. В Совете ООН по правам человека Швейцария гораздо чаще поддерживала западные страны и выступала против таких стран, как Китай и Россия.
Швейцария участвовала в разработке Международного кодекса поведения для поставщиков услуг частной охраны, который призван служить механизмом контроля за поставщиками услуг частной охраны. В сентябре 2015 года был принят «Федеральный закон об услугах частной охраны, предоставляемых за рубежом», чтобы «сохранить нейтралитет Швейцарии», как указано в его первой статье. Он требует от швейцарских компаний, предоставляющих услуги частной охраны, сообщать обо всех операциях, проводимых за рубежом, и соблюдать ICoC. Кроме того, в нём говорится, что ни одно физическое или юридическое лицо, подпадающее под действие этого закона, не может напрямую или косвенно, через предложение услуг частной охраны, участвовать в каких-либо военных действиях за рубежом. В 2016 году в отдел частных охранных услуг (SPSS), орган Федерального министерства иностранных дел, отвечающий за процедуры, определённые новым законом, поступило 300 запросов на получение разрешения.
В 2011 году Швейцария зарегистрировалась в качестве кандидата на место в Совете Безопасности ООН в 2023–2024 годах. В отчёте за 2015 год, запрошенном парламентом, правительство заявило, что место Швейцарии в Совете Безопасности «полностью соответствует принципам нейтралитета и политике нейтралитета Швейцарии». Противники проекта, такие как бывший посол Пол Видмер, считают, что это место «поставит под угрозу нейтралитет Швейцарии». 
В 2014 году Швейцария не ввела санкции ЕС против России после аннексии Крыма, но ввела правила, которые предотвращали обход санкций, введённых Европейским союзом.
Опрос, проведённый в 2018 году, показал, что 95% швейцарцев выступают за сохранение нейтралитета.

### Продажа оборудования для химического оружия Ираку
Швейцария участвовала в вторжении Ирака в Иран,  поставляя материалы и технологии двойного назначения, которые позволили Ираку наносить удары по иранским войскам и гражданскому населению,  в результате чего погибло более 100 000 человек. Швейцария также продавала Ирану оборудование для защиты от химического оружия,  а позже присоединилась к многонациональной группе специалистов, отправленной ООН в Иран для расследования и подтверждения числа жертв.

### Конфликты на Ближнем Востоке
Вооружённые силы Швейцарии участвовали в войне в Афганистане под руководством США в качестве наблюдателей, что Швейцарская телерадиовещательная корпорация назвала «первым военным развёртыванием страны с 1815 года».  Во время вторжения в Ирак в 2003 году Соединённым Штатам было разрешено использовать воздушное пространство Швейцарии для наблюдения за Ираком. 
Швейцария поставляла оружие Египту, Бахрейну, Саудовской Аравии и Объединённым Арабским Эмиратам, некоторые из которых участвовали в интервенции Саудовской Аравии в Йемене.

### Реакция на российско-украинский конфликт
В феврале 2022 года Швейцария приняла санкции, введённые Европейским союзом против России в ответ на начало вооруженных действий. Хотя Швейцария следует определённым правилам, чтобы оставаться нейтральной в военных конфликтах, она ввела санкции за "серьёзное нарушение основополагающих норм международного права".
По словам федерального советника Виолы Амхерд, Швейцария участвует только в гуманитарных миссиях и не допустит прямых поставок оружия в зону боевых действий со своей территории или через неё. Независимо от действующих законов, регулирующих деятельность нейтральной страны, многие СМИ по-прежнему называют это нарушением 500-летнего нейтралитета Швейцарии. Россия восприняла санкции аналогичным образом, отклонив предложение Швейцарии выступить посредником в конфликте.
В феврале 2022 года Швейцария присоединилась к санкциям Европейского союза против России и заморозила многие российские банковские счета. Аналитики заявили, что этот шаг повлияет на экономику Швейцарии.
В марте 2022 года бывший член Федерального совета Швейцарии Кристоф Блохер объявил о народной инициативе «За суверенную Швейцарию», которая вносила бы поправки в Конституцию Швейцарии. В случае одобрения экономические санкции, например, против России в 2022 году, стали бы нарушением нейтралитета Швейцарии. Запланированная инициатива, которая должна быть запущена осенью 2022 года, была поддержана правой Швейцарской народной партией (SVP).
В апреле 2022 года Федеральное министерство экономики наложило вето на запрос Германии о реэкспорте швейцарских боеприпасов на Украину на основании нейтралитета Швейцарии и обязательных критериев отказа от военной продукции, предусмотренных законодательством. Министерство обороны Швейцарии в мае 2022 года инициировало подготовку доклада с анализом различных военных вариантов, включая расширение сотрудничества и совместные военные учения с НАТО. Однако членство в НАТО остается непопулярным. Опросl от марта 2022 года показал, что 27% опрошенных поддержали вступление Швейцарии в НАТО, в то время как 67% были против. Еще с мая 2022 указали 33% швейцарцев поддержали Членство в НАТО для Швейцарии, а 56% поддержали расширение связей с НАТО.
В сентябре 2022 года парламент Швейцарии проголосовал против пересмотра своего закона о введении независимых санкций. Таким образом, Швейцария по-прежнему может вводить только санкции, наложенные Советом Безопасности ООН, ЕС или ОЭСР.
Референдум о закреплении нейтралитета в конституции Швейцарии ожидается в 2024 году, после сбора достаточного количества подписей для подтверждения инициативы. 

## Критика
Швейцарский нейтралитет время от времени подвергался сомнению, особенно в отношении Роли Швейцарии во время Второй мировой войны и МККК, награбленного нацистского золота (и позже во время операции "Гладио"), ее экономических связей с апартеид режимом в Южной Африке, и в деле о шпионаже Crypto AG .
Швейцария также поставляла оружие Саудовской Аравии, вопреки собственным стандартам продажи оружия странам, участвующим в вооружённых конфликтах.
Швейцарская помощь Украине 2022-2024 заставила некоторых усомниться в том, что Швейцария по-прежнему полностью нейтральна. Некоторые призвали изменить законы о нейтралитете.